# Граховац
Граховац је насеље у општини Никшић у Црној Гори. Према попису из 2003. било је 119 становника (према попису из 1991. било је 188 становника).

## Историја
Ово мјесто ће у историји Црне Горе, остати упамћено по чувеној бици на Граховцу, после које је ово мјесто припало Црној Гори, у чијим се границама непрекидно налази. Оно је вјековима било гранично мјесто између Турске царевине и Старе Црне Горе, и било предмет сталних борби за превласт. Из тог периода, као споменик времена, остала је Црква светог спаса, коју је подигао краљ Никола I Петровић.

## Демографија
У насељу Граховац живи 108 пунолетних становника, а просечна старост становништва износи 48,1 година (46,6 код мушкараца и 49,7 код жена). У насељу има 38 домаћинстава, а просечан број чланова по домаћинству је 3,13.
Ово насеље је углавном насељено Црногорцима (према попису из 2003. године), а у последња три пописа, примећен је пад у броју становника.
|  |

| Демографија | Демографија | Демографија |
| Година      | Становника  | Становника  |
| ----------- | ----------- | ----------- |
|             |             |             |
|             |             |             |
|             |             |             |
|             |             |             |
| 1948.       | 269         |             |
| 1953.       | 289         |             |
| 1961.       | 265         |             |
| 1971.       | 264         |             |
| 1981.       | 214         |             |
| 1991.       | 188         | 188         |
| 2003.       | 125         | 119         |
|             |             |             |

| Етнички састав према попису из 2003.‍ | Етнички састав према попису из 2003.‍ | Етнички састав према попису из 2003.‍ | Етнички састав према попису из 2003.‍ | Етнички састав према попису из 2003.‍ |
| ------------------------------------ | ------------------------------------ | ------------------------------------ | ------------------------------------ | ------------------------------------ |
|                                      |                                      |                                      |                                      |                                      |
| Црногорци                            | Црногорци                            |                                      | 96                                   | 80,67%                               |
| Срби                                 | Срби                                 |                                      | 21                                   | 17,64%                               |
| непознато                            | непознато                            |                                      | 0                                    | 0,0%                                 |

| Година пописа     | 1948. | 1953. | 1961. | 1971. | 1981. | 1991. | 2003. |
| ----------------- | ----- | ----- | ----- | ----- | ----- | ----- | ----- |
| Број домаћинстава | 53    | 54    | 53    | 54    | 47    | 42    | 38    |

| Број чланова      | 1  | 2 | 3  | 4  | 5 | 6 | 7 | 8 | 9 | 10 и више | Просек |
| ----------------- | -- | - | -- | -- | - | - | - | - | - | --------- | ------ |
| Број домаћинстава | 38 | 4 | 11 | 10 | 7 | 3 | 2 | 0 | 1 | 0         | 0      |

| Пол    | Укупно | Неожењен/Неудата | Ожењен/Удата | Удовац/Удовица | Разведен/Разведена | Непознато |
| ------ | ------ | ---------------- | ------------ | -------------- | ------------------ | --------- |
| Мушки  | 60     | 31               | 26           | 2              | 1                  | 0         |
| Женски | 51     | 15               | 24           | 12             | 0                  | 0         |
| УКУПНО | 111    | 46               | 50           | 14             | 1                  | 0         |

| Пол    | Укупно                    | Пољопривреда, лов и шумарство | Рибарство                            | Вађење руде и камена | Прерађивачка индустрија       |
| ------ | ------------------------- | ----------------------------- | ------------------------------------ | -------------------- | ----------------------------- |
| Мушки  | 27                        | 1                             | 0                                    | 0                    | 7                             |
| Женски | 6                         | 0                             | 0                                    | 0                    | 0                             |
| УКУПНО | 33                        | 1                             | 0                                    | 0                    | 7                             |
| Пол    | Производња и снабдевање   | Грађевинарство                | Трговина                             | Хотели и ресторани   | Саобраћај, складиштење и везе |
| Мушки  | 4                         | 1                             | 2                                    | 2                    | 4                             |
| Женски | 0                         | 0                             | 2                                    | 2                    | 0                             |
| УКУПНО | 4                         | 1                             | 4                                    | 4                    | 4                             |
| Пол    | Финансијско посредовање   | Некретнине                    | Државна управа и одбрана             | Образовање           | Здравствени и социјални рад   |
| Мушки  | 0                         | 0                             | 6                                    | 0                    | 0                             |
| Женски | 0                         | 0                             | 0                                    | 1                    | 0                             |
| УКУПНО | 0                         | 0                             | 6                                    | 1                    | 0                             |
| Пол    | Остале услужне активности | Приватна домаћинства          | Екстериторијалне организације и тела | Непознато            | Непознато                     |
| Мушки  | 0                         | 0                             | 0                                    | 0                    | 0                             |
| Женски | 1                         | 0                             | 0                                    | 0                    | 0                             |
| УКУПНО | 1                         | 0                             | 0                                    | 0                    | 0                             |